# Greg Child
Greg Child és un muntanyenc, escriptor i director de cinema australià nascut el 4 de desembre de 1957.
Child és una escriptor de la revista Outside i ha escrit diversos llibres:
- Aire fi: Trobades a l'Himàlaia
- Emocions barrejades: Escrits de muntanyisme de Greg Child
- Postals des de la cornisa
- Sobre el precipici
- Escalant lliurement(al costat de Lynn Hill).

El 1987, Child va ser guardonat amb el premi literari del Club Alpí Americà pels molts llibres escrits sobre muntanyisme.

## Ascensos notables
- 1981 Aurora, (VI 5,8 A5, 900m), El Capitan, Yosemite Valley, EUA. FA amb Peter Mayfield.
- 1985 Lost in America, (VI 5,9 A5, 900m), El Capitan, Yosemite Valley, EUA. FA amb Randy Leavitt.
- 1992 Run for Cover, (VII 5,11 A3, 1000m), Torre de Trango, Karakorum, Pakistan. FA amb Mark Wilford.
- 1994 Bel·ligerància, (VI 5,11 A3 + 1200), el Mont de Combatent, Muntanyes de la Costa (BC Canadà). FA amb Greg Collum i Steve Mascioli.
- 1994 Wall of Shadows, (Alaska Grau 6, AI6 + 5,9 A4), el Mont Hunter, Serralada d'Alaska Alaska, EUA. FA amb Michael Kennedy.